# Alessandro Menganti
Alessandro Menganti, né au XVIe siècle à Bologne et mort le 14 février 1594 dans la même ville, est un sculpteur, dessinateur et orfèvre. 

## Biographie
Alessandro Menganti naît à Bologne le 13 mars 1525 ou en 1531. Il est le fils de Tiberio.
Il est influencé par Michel-Ange. On lui doit une statue en bronze de Grégoire XIII à l'hôtel de ville de Bologne et une Pietà dans l'église S Rocco de cette même ville.
Il meurt à Bologne le 14 février 1594 et est inhumé dans l'église dominicaine de S. Maria Maddalena.